# Elita Kuzma

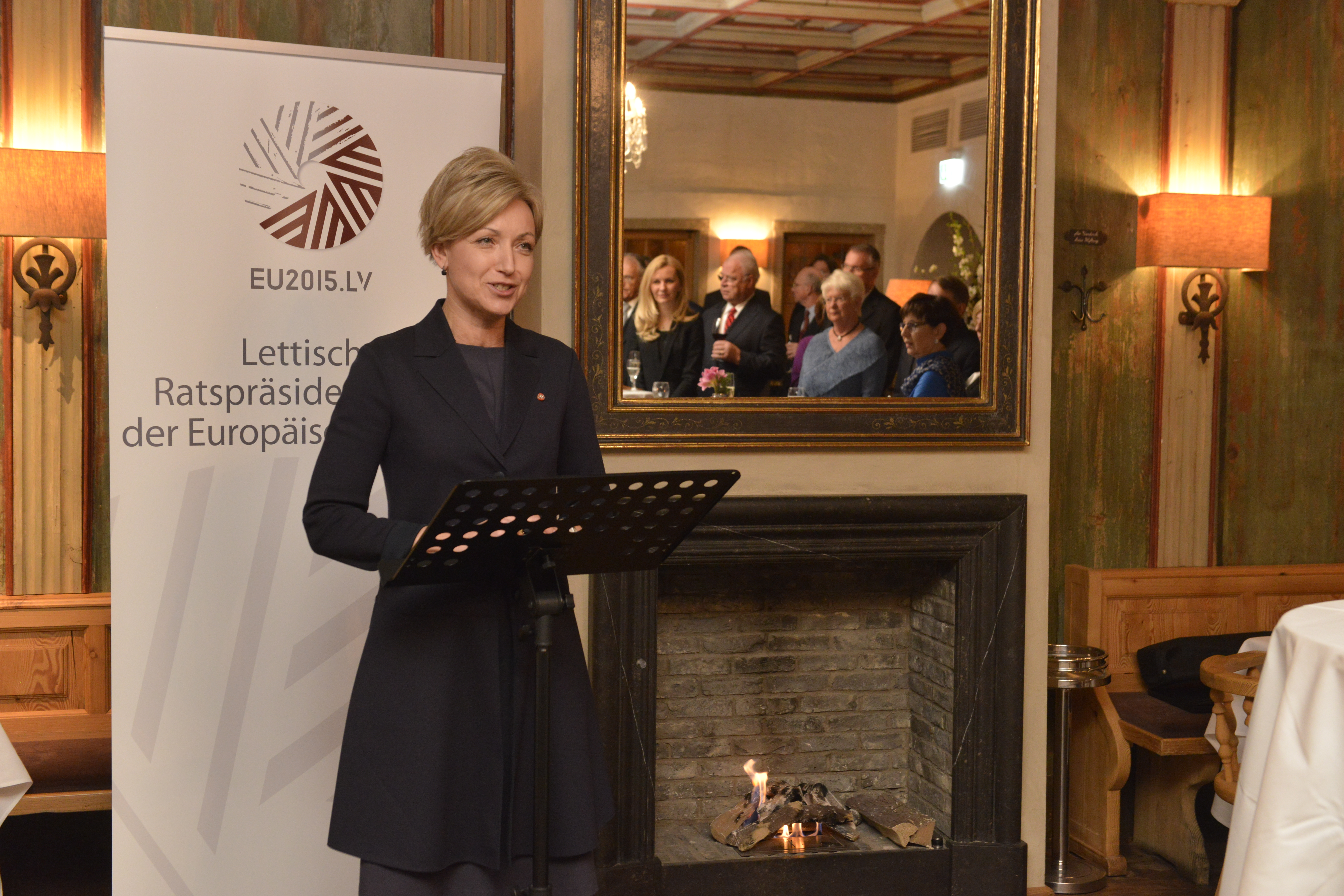
Elita Kuzma (2015)

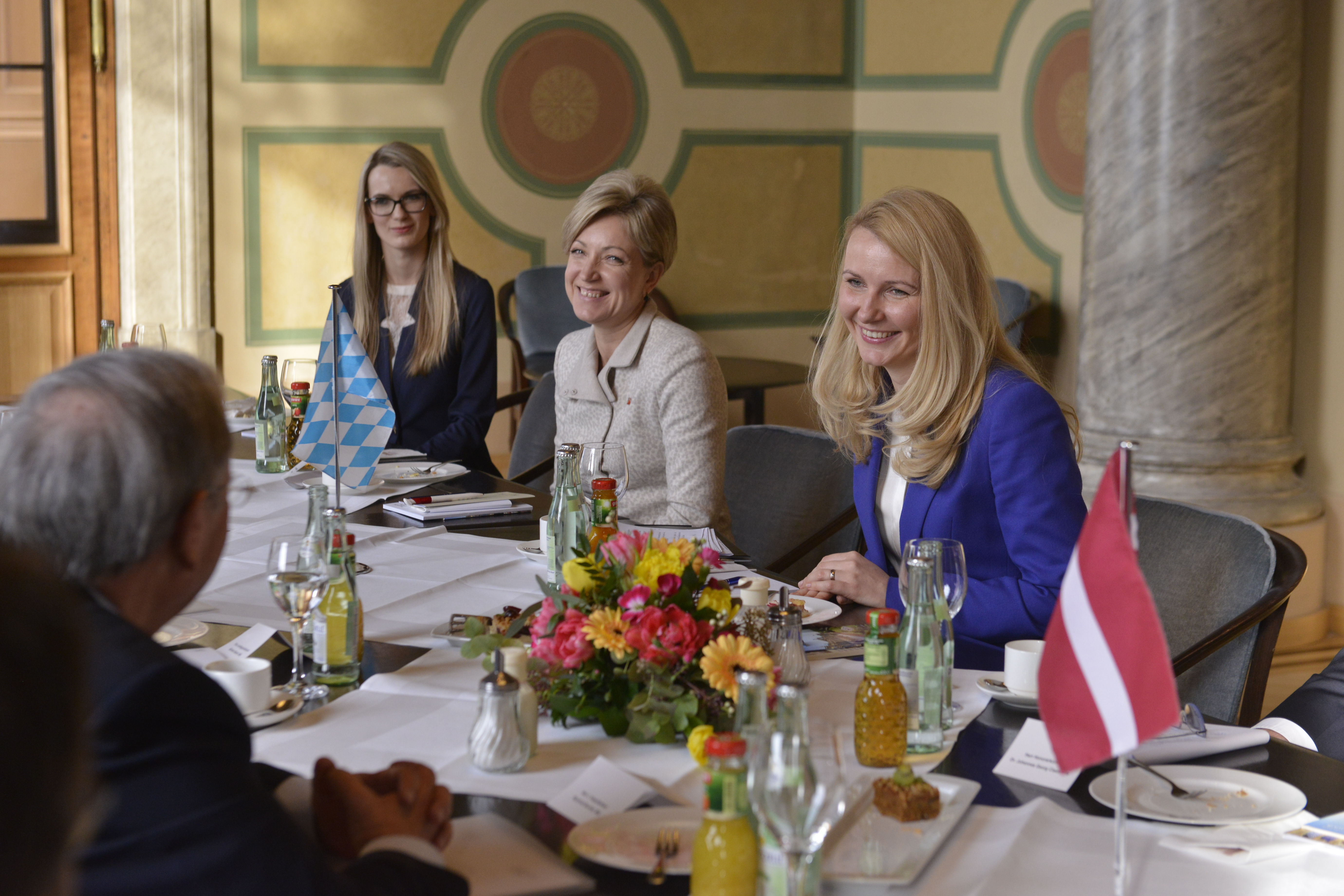
Elita Kuzma in der Mitte (2015)

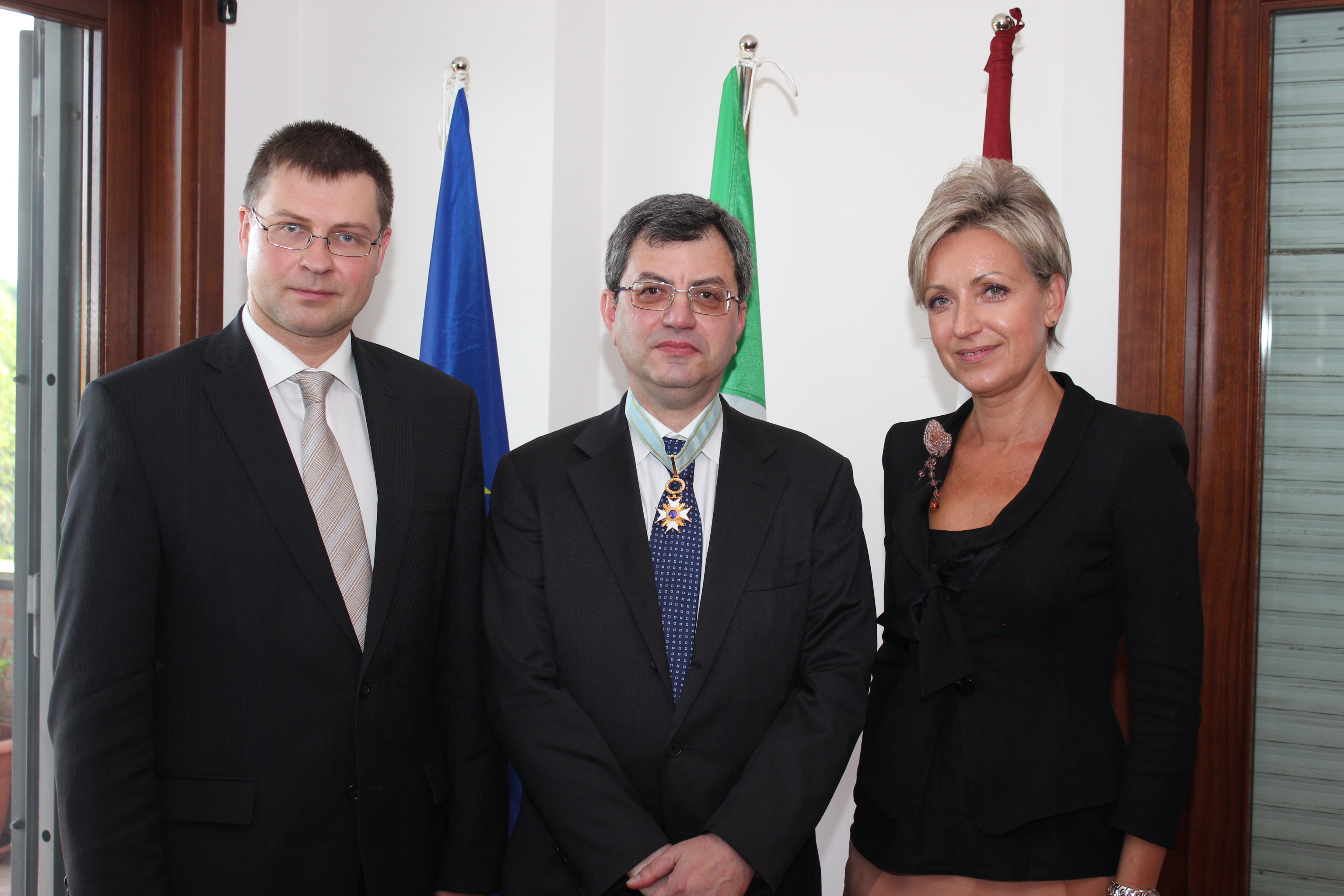
Elita Kuzma (2012)

Elita Kuzma (* 1964 in Riga) ist eine lettische Diplomatin.

## Leben
Sie studierte Wirtschaftswissenschaften an der Universität Lettlands. Später trat sie in den diplomatischen Dienst ein. Sie wurde Direktorin und Stellvertretende Staatssekretärin in der politischen Direktion des lettischen Außenministeriums. Sie wurde am 14. September 2000 Botschafterin Lettlands in Österreich mit Nebenakkreditierungen in Liechtenstein, der Schweiz, der Slowakei, Slowenien und Ungarn. 2005 wechselte sie als Botschafterin nach Schweden.
Später vertrat sie ihr Land als Botschafterin in Italien. Von 2012 bis 2013 vertrat sie Lettland bei der Ernährungs- und Landwirtschaftsorganisation der Vereinten Nationen (FAO) in Rom. Nebenakkreditierungen bestanden auch in Albanien, Kuwait, Malta und San Marino. Im August 2013 wurde sie als lettische Botschafterin in Deutschland mit Sitz in der Lettischen Botschaft in Berlin akkreditiert. Das Amt versah sie bis 2017. Dann kehrte sie nach Lettland zurück und übernahm dort die Funktion als Protokollchefin des lettischen Außenministeriums. Im Jahr 2019 wurde sie lettische Botschafterin beim Heiligen Stuhl mit Sitz in Riga. Am 8. Januar 2020 wurde sie darüber hinaus als Botschafterin beim Malteserorden akkreditiert.